# Lycenchelys ryukyuensis
Lycenchelys ryukyuensis is een straalvinnige vissensoort uit de familie van puitalen (Zoarcidae). De wetenschappelijke naam van de soort is voor het eerst geldig gepubliceerd in 2007 door Shinohara & Anderson.